# Довіра
Дові́ра — соціологічна та психологічна категорія; впевненість у порядності й доброзичливості іншої сторони, з котрою довіряючий знаходиться в тих чи інших відносинах, що базується на його досвіді. Довіра не має потреби у включенні якоїсь дії, так що ви та протилежна сторона є взаємно втягнуті в неї. Довіра є всього лише передбачення покладання на якусь дію, яке базується на тому, що знає одна сторона про іншу. Наприклад, тому, що подія відбувається десь далеко і не може бути підтвердженою, або подія відбудеться тільки в майбутньому. З цієї точки зору довіра має певні межі, що базуються на знанні про іншу сторону, якій довіряють. Довіра — це твердження про те, що поки що невідоме, але має якусь імовірність статися. Повну довіру часто ототожнюють з вірою, бо механізм такої довіри вже не базується на раціональних засадах тобто на досвіді й на передбаченні, та на попередньому знанні однієї сторони другою і включає ірраціональні мотиви взаємовідносин.

## Соціологія
В соціальних науках категорія довіри сьогодні є предметом активних досліджень. В соціології (та психології) рівні довіри, до яких одна сторона може довіряти іншій, вимірюються у вірі в чесності, доброчинності та компетенції іншої сторони. Базуючись на останніх наукових дослідженнях, недовіра може бути прощена значно легше, коли вона інтерпретується як недостатня компетентність, ніж недостатня доброзичливість, чи чесність.
З цих перспектив, довіра являє собою ментальний стан, котрий не може бути виміряний безпосередньо. Впевненість в результатах процесу довіри може бути виміряна через поведінку, або навпаки, кожен може робити само- оцінки довіри (з усіма обмовками, що супроводжують цей суб'єктивний метод). Довіра може розглядатися як моральний вибір, або нарешті як еврістичний крок, що дозволяє людині діяти в умовах надзвичайно складної ситуації (з явно недостатньою інформацією про ситуацію), коли все одно приходиться приймати раціональне рішення. В цьому випадку комп'ютерний «розв'язок» проблеми не має сенсу, оскільки останній не має морального почуття і повністю покладаються на раціональну логіку. Будь-яка довіра в рамках комп'ютерного програмування насправді враховує властивості користувача (user), конкретного комп'ютера та творця комп'ютерної програми, котрий вставив раціональні правила в конкретну програму. Френсіс Фукуяма та Том Тайлер — академіки, що підтримують цю концепцію довіри, як моральну систему, що не завжди піддається явному розгляду.
Друга перспектива в соціальній теорії випливає із класичних «Начал соціальної теорії» Джеймса Колемана. Колеман пропонує наступне чотирьох- часткове визначення:
1. Установлення довіри дозволяє дії, котрі в інших умовах є неможливі (тобто довіра дозволяє дії в умовах недостатньої інформації про ситуацію та шляхи виходу з неї).
2. У випадку, коли ми маємо особу, наділену довірою (довірун/trustee) і вона є варта довіри, тоді довірнику (trustor) буде краще, коли довіруну довіряють. Навпаки, коли (довірун/trustee) є не вартий довір'я, тоді довірнику (trustor) буде гірше, коли довіруну довіряють (це є ремінісценсія класичної дилеми в'язня).
3. Довіра є дія, що включає довільну (волюнтаристську) передачу ресурсів (фізичних, фінансових, інтелектуальних, чи тимчасових інших) від довірника (trustor/truster/settler) до довіруна (trustee) і, знову отримуємо т.з. дилему в'язня).
4. Існує певна затримка між процесами надання довіри та результатами довірчої поведінки.

Сила визначень Колемана полягає в тому, що вони дозволяють розглядати в деталях довірчу поведінку. Ці розгляди корисні не тільки в частковому випадку людино- машинних процесів розгляду довіри, проте і в загальній довірчій поведінці сторін/партій.
Одним із критичних елементів довірчої поведінки є «влада». Той, хто знаходиться в залежній позиції не може бути наділений довірою відносно інших в моральному сенсі, проте може бути визначеним як вартий довірення у більшості часткових випадків, що не стосуються влади. Процес довіри іншій стороні, коли перша сторона вимушена робити це, іноді називають «залежною довірою»(reliance), щоб підкреслити що віра в доброчинність та компетентність може бути відсутньою, тоді як «бажання досягти вигоди» — присутнє. Інші посилаються тільки на примус/коерцію.
Визначення Колемана не приймають до уваги різницю між «довірою» (достойність = worthiness), як моральним (іраціональним) атрибутом, та «вірністю» (trustworthiness), як чисто раціональною «надійністю» (reliability). Аннета Баєр (Ethics, 1987) характерезувала контексти довіри, як структури взаємодії, в яких моральні зобов'язання діють між договорунами (trustees).
Суть конфлікту в сучасних соціальних науках полягає в тому, що невідомо чи довіра є повністю внутрішньо- імманентна категорія (невидима), і тільки впевненість можна спостерігати зовні, чи довірча поведінка (та самооцінка рівня довіри) може осмислено вимірювати довіру у відсутності коерції (насильницьких дій). Необхідно відзначити, що в багатьох мовах (наприклад німецькій) не розрізняються слова- категорії «довіра» та «впевненість», що ускладнює розгляд проблеми. Різниця між довірою та впевненістю сьогодні являє собою нерозв'язну проблему соціальних «довірчо — впевненістних» досліджень.
В загальному випадку довіра важлива як соціальний інститут (урядові організації тощо), і тому спільноти потребують перманетної присутності довіри в суспільстві. Тому довіра та альтруїзм (іраціональні категорії) сьогодні є областями досліджень навіть в галузі економіки не зважаючи на те, що ці концепції виходять далеко за межі традиційної раціональної економіки.

## Психологія
У психології довіра являє собою інтегральну ідею соціального впливу: адже значно легше впливати на тих, чи їх переконувати, у випадку коли вони вірять (один із варіантів «суггестії»). Посилання на довіру в значній мірі використовується при передбаченні прийнятності майбутньої поведінки народних мас, соціальними інститутами (такими як Урядові установи та комп'ютерне моделювання). Проте, знову ж таки сприйняття чесності, компетенції та категорійної подібності, дещо подібної до доброчинності, продовжують залишатися чинними. Як тільки довіра втрачена, шляхом обов'язкового насильницького удару по одній із цих основних детермінант, тоді буде дуже важко знову відновити довіру в суспільстві. Більше того, існує явна симетрія в процесах будівництва та руйнування довіри. Тому тільки вірна/правильна (trustworthy) дія/чин на певну детермінанту — ось єдино можливий шлях для підтримки заданого рівня довіри в суспільстві.
Достатня кількість досліджень була зробленна з розробки проблеми довіри та її соціального використання:
- Варвара Міжтал в своїй книзі[2] спробувала об'єднати всі посилання на довіру разом. Вона відмічає «довіра робить три основні речі в житті людини»: Вона створює соціальне життя передбачуваним, вона створює почуття спільноти, та вона полегшує спільну роботу людей разом.
- В контексті сексуальної довіри Рікі Роббінз[3] описує чотири стани довіри [Архівовано 6 грудня 2017 у Wayback Machine.]:
- В контексті інформаційної теорії Ед Джерк визначає та розрізняє довіру від соціальних функцій, таких як[4] влада, прислуговування, та однозначність сприймання (accountability/answerability):

## Походження категоріїдовірата її зв'язок з природничими науками

### Семантично- лінгвістичний парадокс
Цей парадокс виникає в т.з. «примордіальних мовах», котрі в найменшій мірі зазнали цивілізаційного впливу (у вторинних мовах, котрі зазнали цивілізаційного впливу, від цього парадоксу лишаються лише релікти, або зовсім нічого). Дійсно, за самим визначенням «примордіальної мови» (тобто мови, яка була сучасником процесу «творення Світу») повинні залишитися «сліди», котрі несуть інформацію про процеси утворення «семантичних ніш», наприклад, ніші «довіри» та «віри». Оскільки всі «слов'янські мови» належать до класу примордіальних, тому в них в явній формі представлений процес «словотворення». Наприклад, в українській мові категорія «довіра» є похідна від категорії «віра». Дійсно, складне слово «довіра» складається з двох слів: префікса «до» та кореня «віра». Тому семантика категорії «довіра» декодується, як те, що було до «віри». Тобто із семантичної точки зору, категорія «довіра» є значно старшою від категорії «віра», яка є відносно молода. Проте з лінгвістичної точки зору, слово «довіра», як похідне від простого «віра», є значно молодшим від «віри». Це протиріччя і складає суть «семантично- лінгвістичного парадоксу», розв'язок якого можна шукати у наступному напрямі. На ранніх етапах розвитку суспільства існувала семантична пракатегорія, котра можливо мала назву «віра» (це не обов'язково в загальному випадку) і вона в собі містила (не розрізняла) обидві сучасні категорії, котрі мають назву «довіра» та «віра». Проте з ускладненням супільства та суспільних відносин ця пракатегорія уже не могла підтримувати суспільний лад, і вона природним чином розділилася на дві незалежні категорії — нової — «віри», котра зберегла стару назву пракатегорії (вона на тому етапі здалася важливішою для виживання суспільства), та старої «довіра», котра отримала нову назву, як похідну від назви пракатегорії «віра» (а не від назви нової категорії «віра»).

### Внутрішньовидова довіра

#### Онтогенезна довіра
В процесі онтогенезу кожна жива істота (особливо вищі ссавці) проходять після народження стадію дитинства, під час якої протікає т.з. научання (не має принципового значення якими методами — насильницькими, чи добровільними), під час якого дитинча ссавця переймає стандартні моделі/алгоритми поведінки дорослих осіб (як правило близьких родичів), що дозволяє в наступному періоді без суттєвих проблем увійти в соціальну структуру дорослих. Очевидно, що на етапі дитинства кожна істота повинна в першу чергу призвичаїтися до онтогенезної довіри, простими словами — довіри до самого себе, причому це призвичаєння повинне протікати під ретельним доглядом дорослих (спершу під наглядом люблячої матері, потім — під наглядом старших братів, чи сестер, а потім і старших родичів). Стадія нагляду старших обов'язкова, оскільки при її ослабленні онтогенезна довіра стає домінантою в поведінці як маляти, так і дорослої особи, що зрештою ослаблює соціальну адаптацію маляти в дорослому світі (це є один із можливих варіантів девіантної поведінки, що відрізняється від стандартної для кожного виду).

#### Філогенезна довіра
За визначенням, філогенезна довіра, на відміну від онтогенезної, означає тривіальну довіру до представників свого роду (матері, батька та близьких родичів) у вузькому сенсі, або довіру до зграї/племені і навіть до всіх представників цього виду в широкому сенсі. Очевидно, що філогенезна довіра закладає основи для соціальної поведінки, а значить і виконує роль потенційного базису для створення складних соціальних структур типу зграї, прайду, чи племені.

#### Міжродова довіравсередині виду
Міжродова довіра є різновид філогенезної довіри. Не зважаючи на багато спільних моментів, слід відрізняти її варіанти серед вищих ссавців та людей, оскільки останні мають значно складнішу організацію суспільних відношень.

##### Міжродова довіра у вищих ссавців
Оскільки вищі ссавці поділяються на два антоганістичні класи — хижаків та жертв, тому міжродова довіра в них суттєво відрізняється. Дійсно, в процесі еволюційного розвитку хижаки до тонкощів відпрацювали механізм агресії, як до представників інших видів, що виступають як потенційні жертви, прийнятні для споживання, так і до інших хижаків (не має суттєвого значення якого виду). Основна відміна хижаків від їхніх жертв полягає в тому, що перші мають контрольовану агресію, а другі — неконтрольовану агресію. Тому в процесі еволюції був відпрацьований етологічний захисний механізм серед хижаків, що дозволяє при подачі певного знаку повністю зупиняти агресію сильнішого хижака. Тобто, якщо суперник хижак подає сигнал про поразку в змаганні за щось, тоді його сильніший суперник приймає поразку слабшого і призупиняє свій стан агресії відносно нього. А це і є не що інше, як стан довіри переможця до сигналізації переможеного. Звичайно і для травоїдних також характерний стан агресії в певних ситуаціях змагань між суперниками, проте на відміну від хижаків, перші не мають етологічних правил для припинення (контролю) такої агресії (тому кролики, чи олені можуть загризти/забити суперника до смерті).
Як правило, травоїдні мають низький рівень агресії відносно членів свого виду у випадку достатніх природних ресурсів (тобто міжродова довіра серед них є досить висока), проте це зовсім не означає, що вони створюють складну соціальну структуру при об'єднанні в стадо.
Навпаки, хижаки мають високий рівень агресії навіть всередині одного роду, тому міжродова довіра у них є дуже низька і вони дуже рідко створюють міжродові об'єднання між собою (особливо крупні хижаки). Серед дрібних хижаків, котрі не здатні самостійно здобувати їжу, міжродова довіра може бути високою (наприклад в зграї шакалів, чи вовків), проте і в цьому випадку соціальна структура зграї не дуже складна.

##### Міжродова довіра серед людей
Міжродова довіра серед людей дозволяє створювати племінні структури, які базуються не на ознаці приналежності до певного роду, а до приналежності спершу до вищої підвидової структури — раси, а потім і до міжрасових соціальних об'єднань. Потреба в міжродовій структурі спершу виникла в критичні моменти для виживання роду, обумовлені природними катаклізмами при різкій депопопуляції окремих родів. Проте і у випадку перенаселення знову ж таки виникає потреба у міжродовій довірі для зменшення тертя між родовими групами (перманентний стан агресії може тривіально призвести не тільки до геноциду якогось роду/племені, проте і до взаємного знищення племен, що базуються тільки на родовій довірі).

### Міжвидова довіра

#### Міжвидова довіра серед тварин
Міжвидова довіра серед тварин є досить рідкісним явищем, особливо серед близьких видів. Проте серед досить віддалених видів вона зрідка трапляється, в результаті чого виникає своєрідний та взаємовигідний симбіоз (союз). Наприклад, поряд з акулами можна помітити маленьких рибок- лоцманів, що постійно супроводжують грізного хижака. З одного боку вони виконують певні санітарні функції відносно хазяїна, а з іншого боку вони є достатньо жваві, щоб не попадати на зуби хижака.
Існує також певна міжвидова довіра між дельфінами та людиною (не плутати з одомашненням!). Можливо це є наслідок спільної еволюційної історії співжиття в шельфовій зоні (див. т.з. акватичну теорію походження людини), що закріпилася у дельфінів на генетичному рівні. Тобто з одного боку у дельфінів немає страху (та агресії) перед людиною, тому в критичні моменти вони приходять на допомогу, а з іншого боку люди, вийшовши з води, не зазнали негативного досвіду полювання на дельфінів тоді, коли їхні вміння та знаряддя праці досягли того рівня, щоб подолати їхній супротив.

#### Доместикаційна довіраяк варіант міжвидової довіри
Доместикаційна довіра практично не відома серед диких тварин, оскільки в її основі лежить дихотомія майстер — підлеглий (master — slave), в якій ролю майстра (володаря) виконує завжди людина-розумна, а як підлеглого — одомашнена тварина.
Раціональні уявлення про порівняно пізню доместикацію тварин (післяльодовиковий період, близько 10000 років), що базуються на польових дослідженнях, не витримують критики. Дійсно, крім польових досліджень існують також лабораторні дослідження (наприклад різноманітні генетичні дослідження, серед яких мітохондріальний спектральний аналіз). Останні переконливо показали, що генетичне розходження між сучасними одомашненими котами та собаками і їхніми дикими предками має відстань близько 110 тис. років. Для порівняння, саме виникнення людини розумної (кроманьйонця) оцінюється в 50 тис. років! Проте генетична відстань між кроманьйонцем та неандертальцем оцінюється в 300 тис. років. Звідси тривіально випливає, що процеси взаємної доместикації протікали задовго до того, коли на світ з'явилась людина розумна. Більше того, 110 тис. років тому головна ініціатива доместикаційної довіри виходила не від предків людини (оскільки нагальної раціональної потреби в ній не було!), а від предків одомашнених котів та собак! Іншими словами, протікав корельовано та одночасно процес одомашенення котів та собак і процес формування людини розумної! Тобто і коти, і собаки певним чином впливали на становлення людини розумної (тобто своєрідно доместикували її) і скоріше всього без доместикаційного впливу останніх навряд чи утворився б сучасний кроманьйонець 50 тис. років тому. Наскільки цей процес взаємної доместикації був сильний говорить тривіальний факт, що тільки серед сучасних людей та котів ми маємо дивергенцію «кольору очей», що безумовно закріплена на генетичному рівні (блакитний та зелений колір очей є характерний тільки для сучасних білих людей та котів).
Також не виключено, що при достатньо великій цивілізаційній відстані між родами/племенами в суспільстві, цивілізованіші роди проводили свою місію серед менш цивілізованих не за рахунок міжродової довіри, а за рахунок доместикаційної довіри (хоч можлива також ситуація і комплексної взаємодії обох довір). Звичайно одним насиллям тут обійтися не вдасться, а в першу чергу необхідна готовність менш цивілізованих родів до довіри та на певні втрати в своєму генофонді.

### Довіра і біологія

#### Довіра на генетичному рівні
На генетичному рівні довірчі процеси протікають при реплікації. Дійсно, розщеплення двох ДНК а потім з'єднання двох комплементарних частин можливе тільки при повній довірі між реплікантами. Звичайно при мутагенезі можливі деякі відмінності між реплікантами, котрі не носять фатального характеру.

#### Довіра на клітинному рівні
Типовий приклад довіри на клітинному рівні — це мирне співжиття (своєрідний симбіоз)) в одній клітинній оболонці різних/чужих структур, таких як ядро та мітохондрія, взаємовідношення яких за межами клітини просто не можливе або носить антоганістичний характер.

#### Довіра на системному/органічному рівні
У внутрішніх органах тварин та людини живе велике різноманіття живих істот, що знаходиться на нижчих щаблях еволюції. Серед них різноманітні бактерії, що сприяють процесам травлення, а також різноманітні глисти- паразити (можливо вони також мають певну користь для організму). Очевидно, що всі ці паразити мають повну довіру до середовища свого існування (поза ним вони просто не виживають). З іншого боку, ці паразити приносять певну вигоду їхнім носіям, тому їх терплять і це вказує на певний рівень довіри також з боку носія цих паразитів. Слід також відмітити певну «користь» і від різноманітних вірусів, що перманентно вражають всі вищі види тварин та людей. Адже вони до певної міри підтримують стан готовності організму (якщо не вмре і створить імунітет) до еволюційних змін генотипу в нових природних умовах.

#### Довіра на рівні периферійної нервової системи
Очевидно, що довіра на рівні першої сигнальної системи, спільної і для тварин, і для людей, виконує ролю наріжного каменю для виживання кожної живої істоти. Звичайно ця довіра реалізується на рівні підсвідомості за допомогою безумовних рефлексів. Оскільки на рівні першої сигнальної системи категорія моралі відсутня за замовчуванням, тому довірчий процес можна розглянути на прикладі простої комп'ютерної моделі. В рамках цього підходу розглядається тривіальний контролер, котрий має центральний процесор, що обробляє різноманітну інформацію, що поступає шиною і частково зберігається в оперативній та довгострокової пам'яті контролера. Цілісність такого контролера забезпечує т.з. операційна система. Цей контролер (перша сигнальна система) виконує роль «майстра» над усім «організмом», яким він керує. Тому, очевидно, що організм істоти повністю довіряє/вірить будь- якому рішенню, що прийме контролер в будь-якій ситуації. Не менш очевидно, що контролер переслідує певну ціль, котра в даному випадку є не стільки виживання (це само собою зрозуміло), скільки підтримки комфортного стану всього організму (температура, тиск, наявність енергії для дії і т.і.). В рамках теорії систем цей комфортний стан ще називають гомеостазом (простими словами — стабілізатором комфорту). Зміна будь-якого зовнішнього, чи внутрішнього подразнення викликає автоматичну компенсаторну дію контролера з відновлення гомеостазу, тобто по суті система організм — контролер працює в аналоговому режимі (тобто неперервна зміна зовнішніх/внутрішніх подразників викликає компенсаторну неперервну реакцію контролера, а значить і організму). Наприклад, коли людина, чи тварина рухається по землі, то воне не задумується над тим, куди ногу поставити, наскільки високо її підняти, куди повернути тощо. Вона просто «йде», повністю довірившись першій сигнальній системі, яка в неперервному компенсаторному режимі відпрацьовує всі тонкощі руху дорогою. Насправді це є тривіальним прикладом віри, а не довіри, що виникає тільки в умовах невизначеності зовнішніх чинників.
Стан невизначеності реакції організму обумовлений недостатньою кількістю інформації, що поступає разом з подразненням. Наприклад, зір людини і тварин в першу чергу бачить рухомі об'єкти, оскільки останні можуть бути загрозою. Зачепившись за рухомий об'єкт контролер переходить в режим розпізнавання образів, і добре буде, коли контролеру вдасться однозначно ідентифікувати об'єкт і перейти в режим безумовного рефлексу, а якщо ні… Ось тоді і входить в силу режим довіри, в якому при не повній інформації про рухомий об'єкт, контролер все одно включає безумовний рефлекс, котрий найближче відповідає даній ситуації. Із теорії кібернетики відомий т.з. істеричний автомат Ешбі, котрий при зовнішньому подразненні просто переходив у наступний за чергою стан. Звичайно така безумовна реакція (за вірою) не сприяє еволюційному виживанню. Тому навіть у ситуації невизначеності і використовується довіра, а не віра, оскільки перша вимагає процесу оцінки загрози, а друга тривіально вірить, що перехід в будь-який інший стан допоможе зняти напругу.
Цей простий приклад показує, що категорії довіри та віри спільні для тварин та людей і відрізняються лише ступенем довіри. У випадку віри ступінь довіри рівний 100 %, а у всіх інших випадках, навіть коли буде 0,1 % ми маємо справу з довірою. Люди і тварини в умовах недостатньої інформації про зовнішній подразник просто вимушені цілеспрямовано діяти, навіть коли вони «знають», що ефективність такої дії-реакції не перевершує декількох процентів.